# Дрізд мексиканський
Дрізд мексиканський (Turdus rufopalliatus) — вид горобцеподібних птахів родини дроздових (Turdidae). Ендемік Мексики.

## Опис

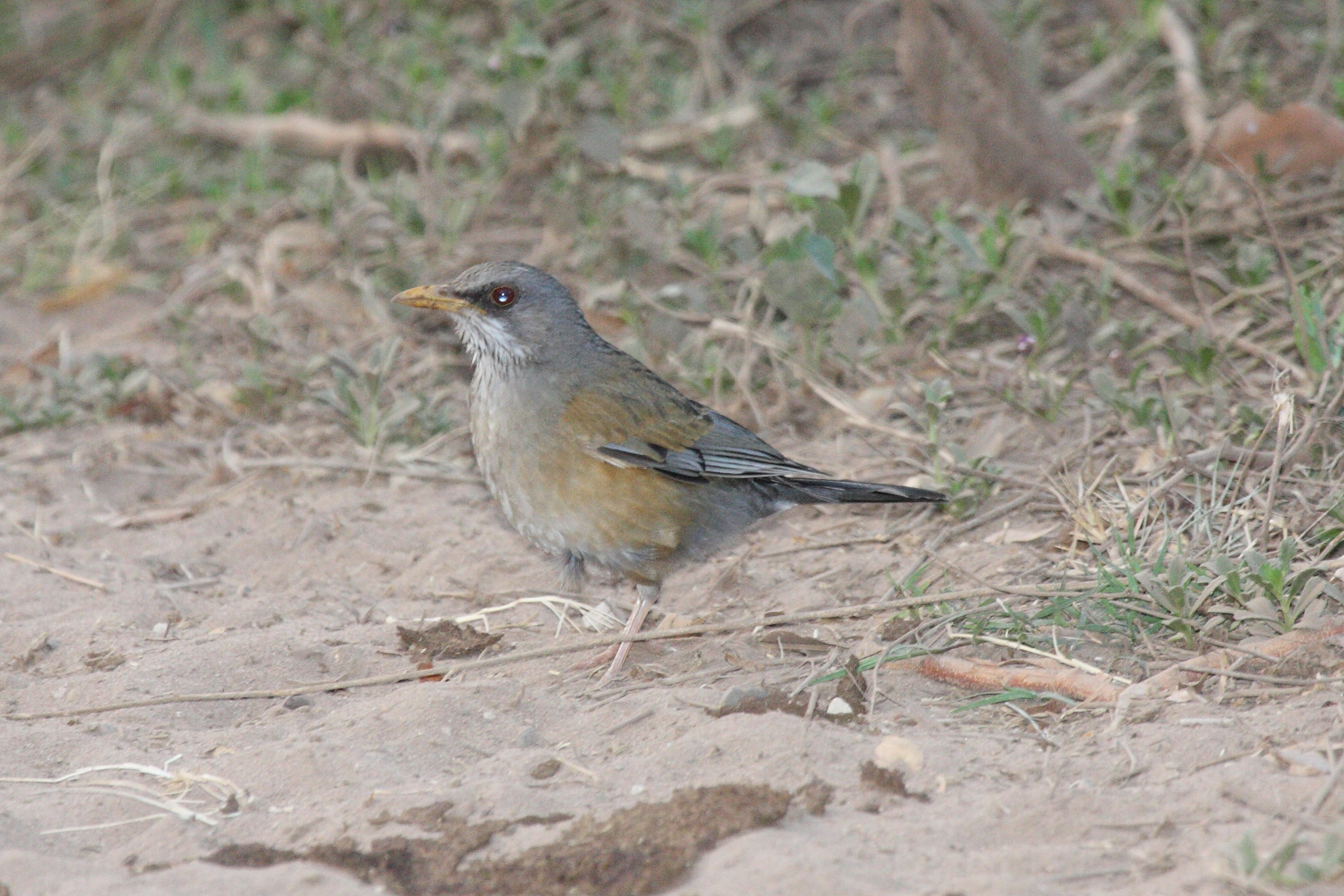
Мексиканський дрізд (підвид T. r. graysoni)

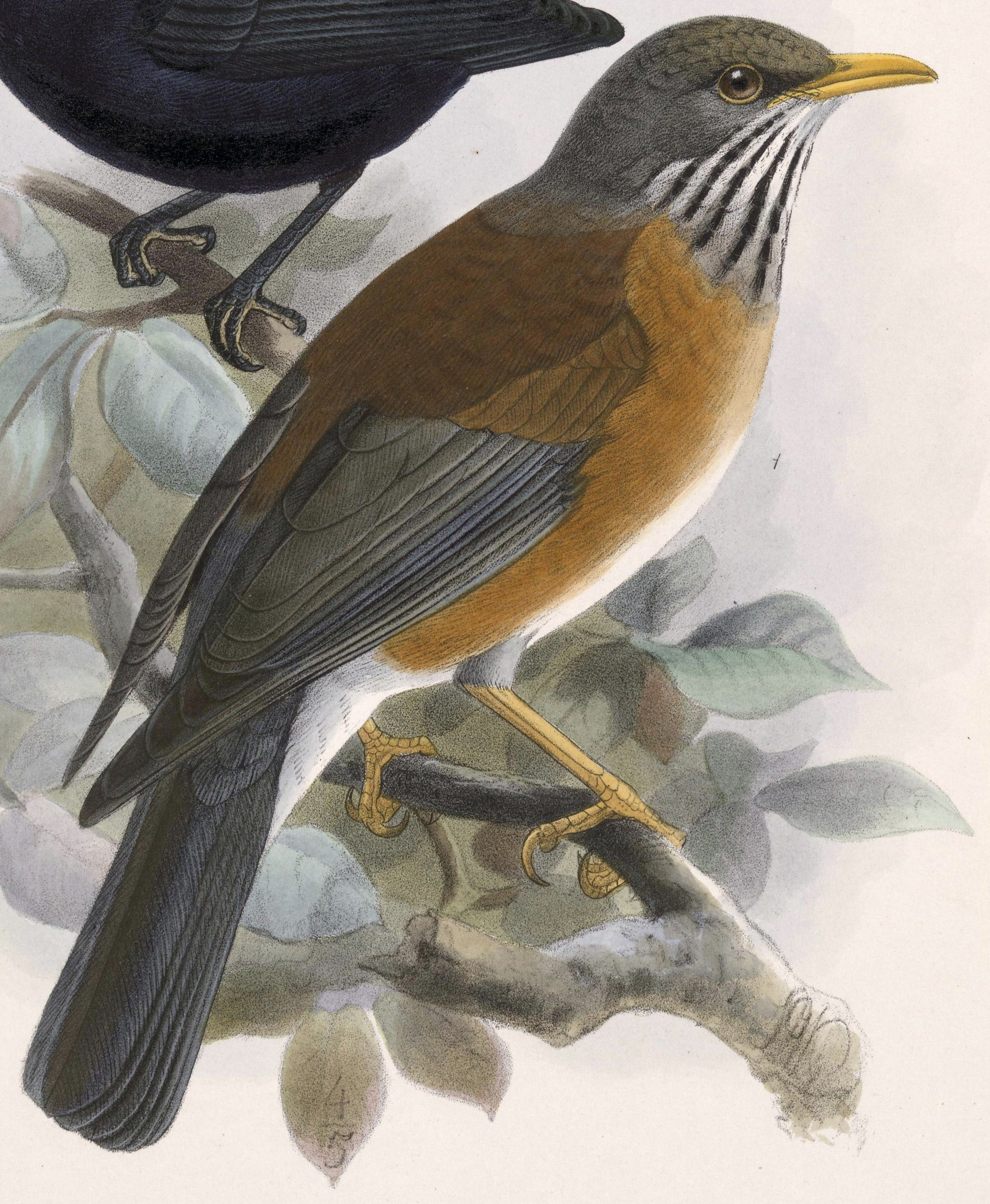
Мексиканський дрізд

Довжина птаха становить 21,5–25,5 см, розмах крил 39,4 см, вага 74 г. У самців голова сіра, спина і верхні покривні пера крил руді або оливково-руді, крила і хвіст сірі. Горло біле, поцятковане чорними смужками, груди і боки руді або рудувато-каштанові, живіт і гузка білі. Дзьоб жовтий, навколо очей жовті кільця. Самиці мають дещо менш яскраве і контрастне забарвлення. Молоді птахи мають більш коричневе забарвлення, нижня частина тіла у них смугаста, на верхній частині тіла є бліді плями. У представників підвиду T. r. graysoni верхня частина тіла коричнева, нижня частина тіла тьмяно-охриста.

## Підвиди
Виділяють три підвиди:
- T. r. rufopalliatus Lafresnaye, 1840 — західна Мексика;
- T. r. interior Phillips, AR, 1991 — південь центральної Мексики;
- T. r. graysoni (Ridgway, 1882) — острови Лас-Трес-Маріас[es] і узбережжя Наяриту.

## Поширення і екологія
Мексиканські дрозди мешкають на заході Мексики, на тихоокеанському узбережжі від південно-східної Сонори до південно-східної Оахаки, а також в басейні річки Бальсас та на островах Лас-Трес-Маріас. Мексиканські дрозди також мешкають в парках міст Мехіко і Оахака-де-Хуарес, розташованих на високогір'ях, ці популяції, імовірно, походять від птахів, що втекли з кліток. Бродячі птахи також іноді трапляються на півдні США. Мексиканські дрозди живуть в сухих і напіввологих широколистяних і вічнозелених лісах, в сухих, колючих чагарникових заростях, в галерейних лісах, на узліссях, на плантаціях і в садах. Зустрічаються парами, взимку також зграйками, переважно на висоті до 1500 м над рівнем моря (в Мехіко на висоті від 2200 до 2500 м над рівнем моря). Іноді приєднуються до змішаних зграй птахів разом з великими пітангами і червоноголовими бієнтевіо. 
Мексиканські дрозди живляться плодами, комахами та іншими безхребетними. Гніздяться у червні-серпні. Гніздо робиться з рослинного матеріалу і глини, розміщується на дереві або в чагарниказ. В кладці 2-3 білих, сильно поцяткованих червонувато-коричневими плямками яйця. За пташенятами логлідяють і самиці, і самці. Мексиканські дрозди іноді стають жертвами гніздового паразитизму червонооких вашерів.